# Cotinga blava
La cotinga blava (Cotinga nattererii) és un ocell de la família dels cotíngids (Cotingidae).

## Hàbitat i distribució
Habita la selva pluvial, clars, vegetació secundària de les terres baixes del centre i est de Panamà, oest i nord de Colòmbia, sud-oest de Veneçuela i nord-oest de l'Equador.